# مشروع هارفارد للتفاوض
مشروع هارفارد للتفاوض (بالإنجليزية: Harvard Negotiation Project)‏ هو مشروع تم إنشاؤه في جامعة هارفارد ويتعامل مع قضايا المفاوضات وحل النزاعات.
الأهداف والغايات المعلنة للمشروع، وفقًا لموقع كلية الحقوق بجامعة هارفارد هي كما يلي:
مدير المشروع اعتبارًا من عام 2008 هو البروفيسور جيمس سيبينيوس ‏.
بدأ البرنامج في عام 1979، في وقت بدء الأنشطة، كان الرؤساء المشتركون للمشروع هم وليام يوري ‏ وروجر فيشر.
نشر المشروع نصًا بعنوان الوصول إلى «نعم» في عام 1981. «إنجاز الأمر: كيف تقود عندما لا تكون مسؤولاً» (Getting It DONE: How to Lead When You're Not in Charge)، نُشر في عام 1998، و«المحادثات الصعبة: كيفية مناقشة الأمور الأكثر أهمية» (Difficult Conversations: How to Discuss What Matters Most) في عام 1999، و«ما وراء السبب: استخدام العواطف أثناء التفاوض» (Beyond Reason: Using Emotions as you Negotiate)، نُشر في عام 2006.
حدد المشروع في وقت ما أربعة عوامل حاسمة للتفاوض، هي: الأشخاص والمصالح والخيارات والمعايير (المعروفة باسم شروط الحدود "boundary conditions").
تشمل أنشطة المشروع: بناء النظرية، والتعليم والتدريب، والمطبوعات وعيادة الصراع.

## روابط خارجية
Klaus Winkler - Negotiations with Asymmetrical Distribution of Power: Conclusions from Dispute Resolution in Network Industries published by Springer Science & Business Media, 12 Oct 2006